# Virginijus Praškevičius
Virginijus Praškevičius (Kaunas, 4 marzo 1974) è un ex cestista lituano.
Alto 2,06 m, pesa 112 kg. Giocava come ala forte o pivot.

## Carriera
Ha iniziato a giocare a pallacanestro nelle giovanili Banga Kaunas fino al 1993-94, quando è stato comprato dal Lavera Kaunas. Nel 1995-96 decide di giocare per l'Atletas Kaunas con Žydrūnas Ilgauskas e un anno dopo ha l'occasione di giocare in NBA con i Minnesota Timberwolves. Nel gennaio 1997 scende di categoria, passando ai La Crosse Bobcats nella CBA.
Nel 1997-98 torna in patria per giocare ancora con l'Atletas e poi con lo Žalgiris. Con la più importante squadra lituana Praškevičius vince una Saporta Cup. Successivamente, si stabilisce per due anni al Beşiktaş Cola Turka nel Campionato di pallacanestro turco. Nel 2000 passa all'Oostende nel Belgio, vincendo per due volte il campionato belga e una il titolo di MVP (miglior giocatore) della lega. Nel periodo 2002-2005 ha giocato con l'Ülkerspor, inframezzato da un anno all'Hapoel Tel Aviv), vincendo due volte la Coppa di Turchia.
Nel 2005-06 gioca con l'Upea Capo d'Orlando, in Serie A italiana. Con i paladini somma 22 presenze e 209 punti, risultando uno dei migliori giocatori. A fine stagione viene acquistato dal Fuenlabrados Alta Gestion, nel campionato spagnolo.

## Nazionale
Virginijus Praškevičius ha giocato con la nazionale di pallacanestro lituana e per l'under-22 del suo paese. Ha preso parte al Mondiale 1998 e agli Europei 1997, 1999 e 2003, conquistando l'oro in quest'ultima competizione. Ha vinto anche l'Europeo under-22 nel 1996.

## Palmarès

### Squadra
- Campionato belga: 2

Ostenda: 2000-01, 2001-02
- Coppa di Turchia: 1

Ostenda: 2001
- Coppa di Turchia: 2

Ülkerspor: 2002-03, 2004-05
- Eurocoppa: 1

Žalgiris Kaunas: 1997-98

### Individuale
- Pro Basketball League MVP: 1

Ostenda: 2000-01